# 王佐 (崇禎進士)
王佐（？—？），字佐之，號樗崖，浙江承宣布政使司嘉興府嘉善縣（今浙江省嘉興市）人，明朝政治人物，同进士出身。

## 生平
崇祯三年（1630年），中式庚午科河南乡试举人，崇禎四年（1631年），联捷登辛未科进士，工部观政，授休寧縣知縣，七年举卓异，九年充应天同考，十年拾遗，本年补尤溪县知县，十二年升刑部江西司主事，十三年升云南司员外郎，乞告归乡，再起本部广西司员外，升刑部江西司郎中。之后外任保定府知府，调任高州府知府，卒于任内。为明朝復社人物。